# James Clavell
James Clavell (eredeti nevén Charles Edmund Dumaresq Clavell) (Sydney, 1921. október 10. – Vevey, Vaud kanton, Svájc, 1994. szeptember 6.) brit–amerikai író, forgatókönyvíró, rendező. Leginkább az ázsiai regénysorozatáról és a belőle készült tévéadaptációkról ismert.

## Katonai pályafutása
Apja, Richard Charles Clavell brit tengerésztiszt volt, aki 1920 és 1922 között Ausztráliában állomásozott a családjával együtt. James az angliai Portsmouthban járt iskolába.
1940-ben a 19 éves Clavell belépett a hadseregbe, a Királyi Tüzérséghez. Brit Malájföldre küldték a japánok ellen harcolni, de géppuskatűzben megsebesült és fogságba esett. Először Jáván tartották fogva, majd a szingapúri Changi hadifogolytáborba került. Később Clavell azt állította a Patkánykirály előszavában, hogy a Changiba szállított foglyok 90%-a nem került ki onnan élve, bár később a lánya úgy írt, hogy a táborba szállított összesen 87 000 fogoly közül csak 850-en vesztették életüket. Clavell szerint az ő és egész zászlóalja életét egy amerikai fogoly mentette meg, akinek alakját aztán a Patkánykirály főhőseként örökítette meg.
A háború után 1946-ban kapitánnyá léptették elő, de egy motorbaleset véget vetett katonai pályafutásának. Beiratkozott a Birminghami Egyetemre; itt ismerkedett meg April Stride színésznővel, akit 1949-ben feleségül vett.

## A filmiparban
1953-ban az Egyesült Államokba, Hollywoodba költöztek. Clavell forgatókönyveket kezdett írni. Ő írta A légy (The Fly) sci-fi horrort és a A pokol öt kapuja (Five Gates to Hell) c. háborús film szövegét. 1963-ban A nagy szökés-ért (The Great Escape) elnyerte a Writers Guild legjobb forgatókönyvért járó díját. Kipróbálta magát rendezőként és producerként is, az ő alkotása az 1967-es sikerfilm, a Tanár úrnak, szeretettel (To Sir, With Love), melyben Sidney Poitier játszotta a főszerepet.
1963-ban James Clavell amerikai állampolgárságot kapott.
Clavell lánya, Michaela is belekóstolt a filmiparba, az egyik James Bond-filmben, a Polipkában játszott egy mellékszerepet.

## Regényíróként
James Clavell 1962-ben adta ki első regényét, az önéletrajzi ihletésű, japán fogolytáborban játszódó Patkánykirályt. Clavell önmagát is beleírta a könyvbe Peter Marlowe néven. Marlowe későbbi művében, a Nemes Házban is szerepel. A könyv azonnal sikert aratott és három évvel később filmet is készítettek belőle. Második regénye, A tajpan a 19. századi hongkongi kereskedőkről és a kínai-angol történelemről szól; főhősének, Dirk Struannak leszármazottjai Clavell szinte minden későbbi regényében felbukkannak.
1975-ben jelent meg harmadik könyve, A sógun, amely a 17. századi angol navigátor, William Adams életén alapul. A bestseller regényt 1980-ban ötrészes tévésorozatként is feldolgozták, amelynek Clavell volt a producere. A sorozat minden idők második legnépszerűbb minisorozatának bizonyult, 120 millióan látták.
1981-ben jelent meg A Nemes Ház, amely az év első számú bestsellere lett, és amelyből szintén készült filmsorozat. Clavell 1986-ban írta meg az iráni forradalomról szóló Forgószelet, 1993-ban pedig a modernizálódó, 19. századi Japánban játszódó Gajdzsint. Ázsiai sorozatán kívül 1981-ben jelentette meg a Gyermekmesét és 1985-ben a Thrump-o-moto-t.
A rákkal küzdő Clavell 1994. szeptember 6-án halt meg agyvérzésben a svájci Veveyben. Özvegye szponzorálásának elismeréseként a londoni Királyi Tüzérségi Múzeum könyvtárát és levéltárát James Clavell Könyvtárnak nevezték el.

## Filmjei
- A légy (The Fly) (1958), forgatókönyvíró
- Watusi (1959), forgatókönyvíró
- A pokol öt kapuja (Five Gates to Hell) (1959), forgatókönyvíró és rendező
- Men Into Space tévésorozat 2 epizódja (1959), forgatókönyvíró
- Walk Like a Dragon (1960), forgatókönyvíró és rendező
- Whiplash tévésorozat egy epizódja (1961), forgatókönyvíró
- A nagy szökés (The Great Escape) (1963), forgatókönyvíró
- A 633-as repülőszázad (633 Squadron) (1964), forgatókönyvíró
- Pokoli találmány (The Satan Bug) (1965), forgatókönyvíró
- Patkánykirály (King Rat) (1965), a forgatókönyv alapját adó regény írója
- Tanár úrnak szeretettel (To Sir, with Love) (1966), forgatókönyvíró és rendező
- The Sweet and the Bitter (1967), forgatókönyvíró és rendező
- Where's Jack? (1968), rendező
- Az utolsó völgy (The Last Valley) (1970), forgatókönyvíró és rendező
- A sógun (minisorozat) (1980)
- A tajpan (Tai-Pan) (1986) a forgatókönyv alapját adó regény írója
- A Nemes Ház (minisorozat) (1988)

## Könyvei
- 1962 – King Rat –Patkánykirály. A Shogun világhírű szerzőjének lebilincselő regénye; ford. Nikowitz Oszkár; Interpress, Bp., 1989 (IPM könyvtár)
- 1966 – Tai-Pan – A Tajpan. Regény, 1-2.; ford. Szentgyörgyi József; Árkádia, Bp., 1990
- 1975 – Shōgun
  - A sógun, 1-2.  ford., utószó Gy. Horváth László; Árkádia, Bp., 1987
  - A sógun; ford. Gy. Horváth László; 2. jav. kiad.; Könyvmolyképző, Szeged, 2016
- 1980 – The Children's Story, 1980
- 1981 – Noble House – A Nemes Ház, 1-2.; ford. Szentgyörgyi József; Magyar Könyvklub, Bp., 1994
- 1983 –The Art of War – A háború művészete Szun-ce művének fordítása
- 1986 – Whirlwind –Forgószél – ford. Fazekas László; I. P. C., Bp., 1997 (I. P. C. könyvek)
- 1986 – Thrump-O-Moto
- 1993 – Gai-Jin – Gajdzsin 1-2; ford. Szentgyörgyi József; Magyar Könyvklub, Bp., 1995
- 1994 – Escape' – Menekülés; ford. Fazekas László; I. P. C., Bp., 1999 (I. P. C. könyvek)

## Fordítás
- Ez a szócikk részben vagy egészben  a   James Clavell című angol Wikipédia-szócikk ezen változatának fordításán alapul.  Az eredeti cikk szerkesztőit annak laptörténete sorolja fel. Ez a jelzés csupán a megfogalmazás eredetét és a szerzői jogokat jelzi, nem szolgál a cikkben szereplő információk forrásmegjelöléseként.